# Essence (magazine)
Pour les articles homonymes, voir Essence.

Essence est un magazine mensuel de mode américain, destiné aux femmes afro-américaines de la tranche d'âge 18-49 ans.

## Histoire
Edward Lewis, Clarence O. Smith, Cecil Hollingsworth et Jonathan Blount fondent Essence Communications Inc. (ECI) en 1968, et commencent à publier le magazine Essence en mai 1970. Cette publication veut s'adresser aux  femmes afro-américaines. 
En 2000, Time Inc. achete 49 % d'Essence Communications Inc.. Puis en 2005, Time Inc. conclut un accord avec Essence Communications Inc. pour acheter les 51 % restants. En janvier 2018, le magazine redevient une publication entièrement détenue par des membres de la communauté noire après son acquisition par Richelieu Dennis, le fondateur de Sundial Brands, une société américaine de soins personnels proposants notamment des shampoings, des revitalisants et des nettoyants pour le corps.